# Parafia Ewangelicko-Metodystyczna w Ścinawce Średniej
Parafia Ewangelicko-Metodystyczna w Ścinawce Średniej – zbór metodystyczny działający w Ścinawce Średniej, należący do okręgu zachodniego Kościoła Ewangelicko-Metodystycznego w RP.
Nabożeństwa odbywają się w niedziele o godz 10.